# Aeropuerto Internacional de Calexico
El Aeropuerto Internacional de Calexico es un pequeño aeropuerto de uso público operado por la ciudad de Calexico y que se encuentra ubicado a 1.5 kilómetros al oeste del distrito financiero de Calexico, en el Condado de Imperial, California. El aeropuerto se utiliza principalmente con fines de aviación general y para facilitar el cruce entre la frontera de Estados Unidos y México.

## Instalaciones y aeronaves
El Aeropuerto Internacional de Calexico se encuentra construido en un terreno de 104 hectáreas (257 acres) y cuenta con una pista de aterrizaje asfaltada de 1,426 metros de largo y 23 metros de ancho. Durante el año, el aeropuerto tuvo 4,414 operaciones aéreas, un promedio de 12 por día, todas de aviación general. En ese mismo año había 11 aviones basados en este aeropuerto, de los cuales 6 eran monomotores y 5 eran multimotores.